# Pandemia de COVID-19 na Síria
A pandemia de COVID-19 foi registrada pela primeira vez como tendo chegado à Síria em 14 de março de 2020. O primeiro caso foi confirmado em 22 de março.

## Casos
O primeiro caso de COVID-19 na Síria possivelmente veio do Paquistão, onde oito indivíduos com histórico de viagens, incluindo a Síria, foram confirmados como portadores do vírus.

## Fraqueza
A Síria é considerada muito fraca para a epidemia devido à guerra civil em curso e à horrível situação humanitária.

## Resposta
De acordo com o Ministério da Saúde da Síria, há cinco laboratórios capazes de diagnosticar o coronavírus localizado em quatro províncias.
De acordo com o Ministério da Saúde da Síria, há 32 centros de quarentena para casos suspeitos de COVID-19 localizados em 13 províncias (todas as províncias, exceto Idlib).
De acordo com o Ministério da Saúde da Síria, há 13 centros de tratamento dedicados a pacientes com COVID-19 localizados em 11 províncias.